# Carlos Boyero
Carlos Sánchez Boyero (Salamanca, 2 de mayo de 1953) es un crítico de cine y periodista español.

## Biografía
A los nueve años fue internado en un colegio de curas, época que marcó su personalidad y de la que guarda muy malos recuerdos. Fue expulsado varias veces y los curas llegaron a decir de él que acabaría siendo un delincuente. Empezó a beber y fumar a los trece años. Ante esta situación se refugió en los libros y en el cine para escapar de todo aquello. En su adolescencia conoció las novelas de Charles Dickens y de Dostoyevski. También fue un gran lector de tebeos, siendo Corto Maltés su personaje favorito.
En 1971, a los dieciocho años se fue a vivir a Madrid para estudiar Ciencias de la Información en la Universidad Complutense de Madrid. Allí coincidió con el actor Antonio Resines y el director Fernando Trueba.
En 1973 viajó a Suiza para buscar empleo como albañil, sin embargo, no encontró trabajo y buscó otro modo de ganarse la vida. En 1974 participó como actor, junto a Óscar Ladoire, en el corto Óscar y Carlos que dirigió Fernando Trueba.
Sus inicios como crítico comenzaron a finales de la década de 1970 en el semanario conocido como La Guía del Ocio, donde fue contratado por recomendación de su compañero Fernando Trueba, que ya trabajaba para dicha publicación. Boyero empezó a escribir en la sección Madrid Nocturno. Posteriormente, empezaría a escribir críticas cinematográficas. En 1980, Dennis Hopper llegó a Madrid para promocionar su película Caído del cielo y pasó una noche de juerga con él, en una época en la que Boyero se dejaba llevar por sus adicciones. Boyero continuó su labor como crítico hasta que fue despedido en junio de 1986, junto con su compañero Fernando Lara, debido a que ambos escribían con frecuencia críticas desfavorables que hacían peligrar los contratos publicitarios del semanario y la relación de la propia revista con las personalidades del mundo del cine.
Tras ser despedido de La Guía del Ocio, Pedro J. Ramírez lo contrató para realizar crítica televisiva en su periódico Diario 16, a pesar de que Boyero no veía televisión. Era el mundo de la crítica televisiva un mundo polémico, destacando el filósofo y profesor universitario Juan Cueto con sus ácidas críticas hacia la programación de la "caja tonta" en su columna "La Cueva del Dinosaurio" que realizaba para el diario El País. Boyero aceptó el trabajo y fue crítico en el periódico durante años, compaginándolo con trabajos para el periódico El Independiente. Como crítico de cine, en la Berlinale de 1989 criticó el cine de autor por ser aburrido y fatigoso, prefiriendo el cine americano por su capacidad para entretener. También ha declarado en entrevistas posteriores que en el cine agradece las películas que le producen lágrimas y las que le producen risa, es decir, las que le producen sentimientos. No obstante, Boyero era más conocido por sus críticas televisivas que por sus críticas cinematográficas. Tras el cierre de Diario 16, Boyero colaboró en el diario El Mundo, hasta que empezó a trabajar en El País en octubre de 2007. Para entonces, Boyero había alcanzado cierta relevancia por sus ácidas críticas, especialmente conocido por sus críticas contra las películas de Pedro Almodóvar, sobre cuyo cine, por otro lado, también ha realizado artículos y comentarios muy elogiosos a propósito de películas como ¿Qué he hecho yo para merecer esto?, Mujeres al borde de un ataque de nervios, Átame, Tacones lejanos o Volver. 
Su labor como comentarista, especialmente cinematográfico, también ha brillado en la radio, en la que ha colaborado con locutores como Julia Otero, Iñaki Gabilondo o Carles Francino, con el que en 2024 mantiene su espacio Todo Boyero en el programa La ventana de la Cadena Ser. 
En 2022 se estrenó El crítico, una película documental sobre su figura dirigida por Juan Zavala y Javier Morales. Dos años después publicó el libro No sé si me explico, sobre su vida y sus adicciones.

## Estilo
De personalidad irreverente, sus declaraciones han traspasado el mundo de la crítica cinematográfica, siendo denunciado judicialmente por el entrenador José Mourinho por llamarle "nazi portugués" cuando este entrenaba al Real Madrid. Boyero ganó el juicio.[cita requerida]
Se declara "libertario" de izquierdas. No es ningún entusiasta de la tecnología y no tiene carnet de conducir.[cita requerida]
Una de sus películas favoritas es Léolo. En cuanto a cine español, ha declarado que sus mayores referentes son José Isbert y Fernando Fernán Gómez, y sus películas favoritas del cine patrio son Plácido o El verdugo, ambas de Luis García Berlanga.
Joaquín Sabina, amigo personal del crítico, le dedicó un poema: 

«Su oficio es escupirle al firmamento, 
 su vicio vomitar en las medallas, 
 su gramática parda y su talento  
 se crecen al fragor de las batallas. 
 Exhibe un pedigrí con lamparones, 
 va derrapando en dirección prohibida, 
 no concibe el amor sin desconchones, 
 ni a Bob Morrison Brel sin mala vida. 
 Por más que se nos cruce el mismo cable 
 ni yo pierdo las ganas de abrazarlo 
 ni él desluce mi arrojo novillero. 
 El Mundo sería menos transitable 
 si no hubiera impostores como Carlo(s) 
 firmando la columna del Boyero».
Joaquín Sabina, Ciento volando de catorce, 2002.

## Libros
- No sé si me explico (2024, Espasa ) ISBN 978-84-670-7255-6 [3][4]

## Premios y reconocimientos
Medallas del Círculo de Escritores Cinematográficos
| Año  | Categoría                       | Resultado |
| ---- | ------------------------------- | --------- |
| 2025 | Medalla a la labor periodística | Ganador   |